# Rubus laciniatus
Espèce
Rubus laciniatus, la Ronce laciniée, est une espèce de plantes à fleurs de la famille des Rosacées.

## Description
C'est une plante herbacée.

## Habitats
D'origine inconnue, cette ronce est cultivée dans les jardins pour l'ornement et pour ses fruits comestibles. On la trouve parfois subspontanée et naturalisée dans les haies, aux bords de chemins, dans les friches.

## Liste des sous-espèces
Selon Tropicos (1 juillet 2015)
- Rubus laciniatus subsp. laciniatus
- Rubus laciniatus subsp. selmeri (Lindeb.) Beek